# 高懋
高懋（1491年—？年），字惟德，號瀛山，四川重慶府合州銅梁縣人，明朝政治人物。

## 生平
四川鄉試第四十八名舉人，嘉靖八年（1529年）己丑科會試第三百十三名，第三甲第一百三十五名進士。授行人司行人，十四年十一月擢授南京福建道试监察御史。十五年实授，二十一年巡按南直隶兼两淮巡盐，二十三年巡按浙江，升任湖广副使，兵备辰沅，时苗为寇，设计斩首千级平之，解五砦之围。晋湖廣参政，辭職歸鄉。

## 家族
曾祖高福源，祖高振，父高相，母胡氏。
有子高啓愚，登嘉靖乙丑年进士。